# Живот Персија Биша Шелија
Живот Персија Биша Шелија (енгл. The Life of Percy Bysshe Shelley) незавршена је постхумна биографија романтичарског песника Персија Биша Шелија коју је написао његов пријатељ и колега Томас Џеферсон Хог. Прва два од четири планираних томова изашла су 1858. године и стекли прилично негативне критике. Иако је Шелијевих пар пријатеља уживало у књизи, многи критичари напали су књигу због слабог ревидирања и због тога што је Хог Шелија портретисао на не баш најпозитивнији начин. Иако је било планирано још томова биографије, они никада нису објављени због примедби Шелијеве породице на Хогово поступање.

## Настанак
Хог је раније објавио Шелија на Оксфорду (енгл. Shelley at Oxford) у Новом месечном часопису. Ово је био добро примљен одломак Шелијевог живота из времена које су заједно провели на Универзитетском колеџу, Оксфорд. Након што је написао ово дело, Мери Шели му је предложила да напише целокупну биографију њеног супруга. Хог није почео да ради на биографији годинама, а Мери је, међутим, умрла пре него што је она била готова. Он је коначно почео да ради на овом пројекту након што је Персијев син Перси Флоренс Шели такође замолио Хога да напише целокупну биографију живота његовог оца. Хог је са радом на пројекту започео 1855. године.
За разлику од претходног чланка који је Хог написао, књига је покривала период Шелијевог живота за који је Хог детаље добијао из друге руке. Шелијеви су му помогли обезбедивши му Шелијеве документе које би користио током истраживања. Шелијеве сестре Хелен и Маргарет такође су допринеле књизи пошто су се присетиле појединих догађаја из њиховог детињства који су обухватали њиховог брата. Хог је био познат по снази и јасноћи свог памћења, па је могао да се присети и најмањих детаља из времена које је провео са Шелијем. Првобитни план био је да се објави дело у четири тома, а прва два тома књиге објављена су 1858. године од стране издавача Едварда Моксона. Чланак Шели на Оксфорду био је убачен као саставни део књиге и чинио отприлике једну шестину финалног документа.

## Теме
Књига на почетку говори о заједничким активностима Хога и Шелија и садржи њихову преписку, тачније 44 писма које су Хог и Шели разменили током 1810. и 1811. године. Хог је многа писма изменио пре објављивања књиге. Већину промена начинио је како би прикрио свој младалачки радикализам и своје романтично гоњење Персијеве сестре Елизабете. Оригинални текстови многих од писама показују да је Хог често био нестабилан и ослањао се на Шелија. Промене које је Хог начинио често су будуће биографе наводиле на погрешне трагове, иако је Хог сачувао оригинале свих писама.
Хог није изразио пуно поштовање према Шелијевој поезији у књизи. Многи читаоци закључили су из његовог описа Шелија да је Хог гледао на њега као на женскароша који је често био неодговоран. Још једна ствар која је многе иритирала била је та да је Хог стално хвалио себе у књизи. Он је покушао да себе представи као трезвеног и озбиљног пријатеља често глупавог Шелија. Књига садржи многе описе Шелијевог пробијања рокова, позајмљивања новца који није могао да врати, а ту су и неке потпуно измишљене чудне приче. Хог уопште није говорио о атеистичким ставовима које је делио са Шелијем, страхујући да ће та информација можда негативно утицати на његов углед. Он је у књизи отишао у ширину како би себе описао као конзервативног човека оданог традицији Енглеске.
Ипак, Хог је био опрезан како не би открио потенцијално непријатне информације о Шелијевим живим пријатељима. Он је такође пропустио да помене своју страст према Харијет Шели, Персијевој првој жени. Харијет је у књизи представљена веома повољно, иако је Хог дискутовао и о њеној преокупираности самоубиством. Персијев отац, Тимоти Шели, био је приказан веома негативно, а Шели је више пута био окарактерисан као охол према својим родитељима.

## Пријем
Убрзо након што је била објављена, књига је добила поразне критике. Један од најчешће помињаних проблема био је недостатак редиговања које је Хог претходни чланак о Шелију прошао. Критичари су за књигу сматрали да има превише дигресија, а неки су се жалили да је Хог превише страница исписао описујући оброке које су њих двојица јели. Други су пак истакли да књига не садржи увиде у Шелијеве књиге и песме, које је чланак садржао. Шелијеви су били изненађени када су прочитали овакву представу младог Шелија и неки од описа су их у великој мери узнемирили.
Неколико Мериних пријатеља и рођака веровало је да позитиван опис Харијет Вестрбрук узроковао да се стекне утисак да је Мери била лоша и да Перси није био близак с њом. Ли Хант је био посебно критичан према књизи, али неки верују да је то можда због начина на који је он описан у књизи. Едвард Џон Трилони је пак говорио веома позитивно о књизи; Томас Лав Пикок уживао је читајући је, али је сматрао да би књигу пре требало описати као Хогову аутобиографију него као Шелијеву биографију. Неки други коментатори напоменули су да књига приказује Шелија као веома допадљиву личност.
Након што су прочитали прва два тома књиге, Шелијеви су захтевали од Хога да им пошаље следеће томове пре него да их објаве. Хог је то одбио, па су они затражили да им врати документе које су му послали које је он користио за истраживање Шелијевог живота. Иако је Хог већ почео да пише следећи том биографије, верује се да никада није завршио то дело. Неки научници спекулишу да су последња два тома биографије била завршена, али да никада нису откривена.